# Twaalfstappenprogramma
Een twaalfstappenprogramma is een programma waarmee het herstel wordt nagestreefd van degenen die lijden onder de gevolgen van een verslaving, een dwangmatigheid of andere gedragsproblemen. De gemeenschap, een verband van los georganiseerde, autonome groepen, functioneert op basis van principes, neergelegd in de Twaalf Tradities. Synoniemen zijn anoniem programma en A-programma. Zie voor het ontstaan en de vroege geschiedenis het artikel over het oorspronkelijke twaalfstappenprogramma, Alcoholics Anonymous (A.A.).

## Het herstelprogramma
Herstel zoals bereikt binnen een twaalfstappenprogramma wordt gezien als iets dat voor niets wordt ontvangen, moet worden onderhouden en weer doorgegeven. Het programma biedt een spirituele oplossing voor de problematiek van de deelnemers, aangezien herstel met hulp van een hogere macht of een kracht groter dan die van zichzelf wordt gezocht, en onderscheidt zich daarin van zelfhulp in de eigenlijke zin. Ook wanneer 'zelfhulp' als aanduiding voor een twaalfstappenprogramma wordt geaccepteerd, blijft het een karakterisering vanuit het perspectief van de professionele hulpverlening, waarin de betrokkenen zich niet altijd herkennen.

### De Twaalf Stappen van Alcoholics Anonymous
Vertaling 2005
1. Wij erkenden dat wij machteloos stonden tegenover de alcohol – dat ons leven stuurloos was geworden.
2. We kwamen ertoe te geloven dat een Macht groter dan wijzelf ons weer geestelijk gezond kon maken.
3. Wij besloten onze wil en ons leven over te geven in de hoede van God, zoals ieder van ons "Hem persoonlijk aanvaardt".
4. We maakten een diepgaande en onbevreesde morele balans op van ons leven.
5. Wij bekenden tegenover God, tegenover onszelf en tegenover een ander mens de juiste aard van onze misstappen.
6. We waren volkomen bereid om God al onze karakterfouten te laten wegnemen.
7. We vroegen Hem nederig onze tekortkomingen weg te nemen.
8. We maakten een lijst met de namen van allen die door ons schade en leed hadden ondervonden en verklaarden ons bereid om dit bij hen allen goed te maken.
9. Wij hebben waar het mogelijk was dit rechtstreeks weer met zulke mensen goedgemaakt, behalve wanneer dit hen of anderen zou kwetsen.
10. We maakten er een gewoonte van onszelf te onderzoeken en erkenden direct de fouten die we hadden gemaakt.
11. Wij trachten door gebed en overdenking ons contact met God, hoe ook ieder van ons Hem persoonlijk aanvaardt, te verdiepen, en baden Hem enkel ons zijn wil te doen kennen en om de kracht die te volbrengen.
12. Nu deze Stappen ons tot geestelijke bewustwording hebben geleid, hebben wij geprobeerd deze boodschap aan alcoholisten door te geven en deze principes bij al ons doen en laten toe te passen.

Het programma laat zich afgrenzen van (institutionele) religie doordat de deelnemers worden aangemoedigd een eigen, werkzaam concept van de hogere macht te zoeken of te ontwikkelen. Als therapievorm wordt het twaalfstappenprogramma wel vergeleken met rationeel-emotieve therapie (RET).
De kern van het herstelprogramma wordt gevormd door een persoonlijke programma van activiteiten, neergelegd in de Twaalf Stappen (zie hiernaast). Het werken met dit programma wordt aangemoedigd maar is geen voorwaarde voor deelname.
Het programma behelst:
- toegeven van het probleem;
- bereidheid hulp te aanvaarden;
- eerlijke zelfevaluatie;
- vertrouwelijke opening van zaken;
- bereidheid zelf te veranderen;
- herstel van berokkende schade;
- werken met anderen die willen herstellen.

### Spiritualiteit
Twaalfstappenprogramma's zijn voor atheïsten en agnostici net zo goed toegankelijk als voor religieuze personen. De gemeenschappen zijn niet religieus en moedigen de deelnemers aan een eigen concept van een hogere macht en een spiritueel ontwaken te ontwikkelen, atheïstisch, agnostisch of religieus. De kern van het programma is het streven naar een "spiritueel ontwaken" met nadruk op het praktische nut voor het dagelijks leven, en niet in de filosofische of metafysische betekenis van het woord. Het programma zou zodoende over culturele en religieuze grenzen heen toegepast moeten kunnen worden, mits de deelnemer open staat voor een dergelijke spirituele insteek.

### De groep
Regelmatig plaatsvindende bijeenkomsten (meetings) vormen het belangrijkste element. Hiervoor bestaan er uitvoerig geformuleerde principes.

### De Twaalf Tradities van Alcoholics Anonymous
Vertaling 2005
1. Ons gemeenschappelijk welzijn behoort op de eerste plaats te komen; persoonlijk herstel hangt af van de eenheid in A.A.
2. Voor ons gemeenschappelijke doel, als groep, bestaat er slechts één uiteindelijk gezag: een liefhebbende God zoals deze zich in ons groepsgeweten tot uitdrukking mag brengen. Onze leiders zijn slechts vertrouwde dienaren; zij besturen niet.
3. Het enige vereiste voor A.A.-lidmaatschap is een verlangen te stoppen met drinken.
4. Iedere groep behoort autonoom te zijn, behalve in aangelegenheden die andere groepen of A.A. als geheel raken.
5. Iedere groep heeft slechts één hoofddoel: haar boodschap te brengen aan de alcoholist die nog lijdt.
6. Een A.A.-groep mag nooit enige verwante voorziening of onderneming buiten haar goedkeuren, financieren of er de naam van A.A. aan lenen, zodat problemen rond geld, eigendom of aanzien ons niet van ons hoofddoel afleiden.
7. Iedere A.A.-groep behoort volledig in eigen behoeften te voorzien en bijdragen van buiten af te wijzen.
8. Alcoholics Anonymous dient voor altijd niet-professioneel te blijven, maar onze dienstencentra mogen speciale medewerkers in dienst nemen.
9. A.A. als zodanig mag nooit worden georganiseerd; maar wij kunnen diensten of comités in het leven roepen die rechtstreeks verantwoordelijk zijn aan hen die zij dienen.
10. Alcoholics Anonymous heeft geen mening over aangelegenheden buiten A.A.; daarom mag de naam van A.A. nooit in een publiek meningsverschil worden betrokken.
11. Onze gedragslijn inzake public relations is meer gebaseerd op aantrekkingskracht dan op promotie; op het vlak van pers, radio en film moeten wij altijd persoonlijke anonimiteit in acht nemen.
12. Anonimiteit is het spirituele fundament van al onze tradities; zij herinnert ons er steeds aan principes voor persoonlijke belangen te laten gaan.

### Organisatie
Iedere groep is autonoom, behalve in aangelegenheden die de gemeenschap als geheel betreffen. De zegslieden en leiders van de groepen worden door de leden gekozen en hebben geen beslissingsbevoegdheid. Hun functie is uitsluitend de wil van de groep naar buiten toe te vertegenwoordigen. Aangelegenheden die boven het niveau van de organisatie van de groep uitstijgen worden in zogeheten intergroepen afgehandeld. Hier komen vertegenwoordigers van de groepen samen voor overleg en uitwisseling van informatie, en worden zaken als publicaties, contactmogelijkheden voor nieuwkomers en public relations gecoördineerd. Zulke intergroepen bestaan op regionaal, nationaal en mondiaal niveau. Er wordt steeds naar gestreefd besluiten op basis van consensus te nemen, vaak door middel van uitgebreide consultatieprocedures. Alleen in uitzonderlijke gevallen worden meerderheidsbesluiten genomen. Daardoor kunnen besluitvormingsprocessen langere tijd in beslag nemen.

### Voorwaarden voor deelname
Principieel staan de bijeenkomsten voor iedereen open, ongeacht geslacht, leeftijd, nationaliteit, taal, godsdienst, afkomst of seksuele voorkeur. Naar behoefte worden er wel speciale groepen gevormd, bijvoorbeeld voor mannen, vrouwen of homoseksuelen.
Deelname is niet aan voorwaarden als nuchterheid of onthouding gebonden. Iedereen die wil uitvinden of hij het probleem heeft waarvoor de gemeenschap in het leven is geroepen is welkom op de bijeenkomsten, zo vaak hij wil. De enige voorwaarde voor deelname is de wens nuchterheid of onthouding te verwerven.
Buiten de gemeenschap leven de leden zoals zij zelf willen. Ze bezoeken de bijeenkomsten naar eigen behoefte.

### Geen beroepskrachten
Binnen het programma bestaan er geen therapeut-cliënt verhoudingen. De betrokkenen delen hun ervaring (met het werken aan de Twaalf Stappen) met elkaar. De gemeenschappelijke, organisatorische basis van de twaalfstappengemeenschappen wordt gevormd door de Twaalf Tradities.

### Financiering
De groepen onderhouden zichzelf uit eigen bedragen van de leden. Er wordt geen geld (subsidie) van buitenstaanders aangenomen, om de onafhankelijkheid te bewaren en het hoofddoel niet uit het oog te verliezen.

## Toepassingen
Alcoholics Anonymous is ontstaan in 1935. Er ontstonden nieuwe gemeenschappen die het programma voor hun doel aanpasten. Daarmee is het twaalfstappenprogramma een eigen vorm van hulpverlening geworden.
Er bestaan onder meer toepassingen voor:
- partners, familieleden en kinderen van alcoholisten (Al-Anon/Alateen, 1951)
- drugsverslaving (Narcotics Anonymous, 1953)
- gokverslaving (Gamblers Anonymous, 1957)
- partners, familieleden en vrienden van verslaafden (Nar-Anon, 1971)
- eetstoornissen en eetverslaving (Overeaters Anonymous, 1960)
- seks- en relatieverslaving (Sex and Love Addicts Anonymous, 1976)
- seksverslaving (Sexaholics Anonymous, 1979)
- seksverslaving (Sexual Recovery Anonymous, 1993)
- slachtoffers van incest (Survivors of Incest Anonymous, 1982)
- partners, familieleden van seksverslaafden (S-Anon, 1983)
- codependence (Co-Dependents Anonymous, 1986)
- depressie (Depressed Anonymous, 1998)[bron?]
- cocaïneverslaving (Cocaine Anonymous Holland, 2000)

## Effectiviteit en kritiek
Het is moeilijk om in algemene zin iets te zeggen over de effectiviteit van twaalfstappenprogramma's. Dergelijke programma's worden in allerlei verschillende contexten toegepast en hebben soms zelfs betrekking op niet-verslaafden (zoals familie en slachtoffers van incest, zie hierboven), zodat het goed mogelijk is dat de effectiviteit van deze programma's afhankelijk is van de context waarin het programma wordt toegepast. Wat betreft de effectiviteit van het twaalfstappenprogramma met betrekking tot alcoholverslaving, heeft wetenschappelijk onderzoek laten zien dat de resultaten van dit programma zeer bescheiden zijn; in dat opzicht verschilt dit type programma's overigens niet van andere methoden. Inhoudelijke kritiek op twaalfstappenprogramma's richt zich vooral op de volgende aspecten:
- Het idee dat dergelijke programma's op min of meer dezelfde wijze kunnen worden toegepast in allerlei verschillende contexten is een vooralsnog onbewezen veronderstelling;
- Het beroep op een "hogere macht" (of God) maakt het programma minder dan wel ongeschikt voor personen die een dergelijke hogere macht niet erkennen of weinig hebben met spiritualiteit;
- Het benadrukken van het idee dat deelnemers machteloos staan tegenover alcohol (of een andere verslaving) en een hogere macht (of steun vanuit de groep) nodig hebben om hun verslaving de baas te worden is bedenkelijk. Enerzijds suggereert het twaalfstappenprogramma dat deelnemers zonder hulp van buiten niet zullen slagen. Het programma vraagt deelnemers expliciet in te stemmen met het uitgangspunt dat zij geen controle hebben over hun verslaving, wat een negatief effect op hun gevoel van eigenwaarde en zelfvertrouwen zal hebben. Anderzijds zal zo'n door het volgen van het programma opgewekt gebrek aan eigenwaarde/zelfvertrouwen juist negatieve effecten op het functioneren van mensen hebben; het gevoel geen controle te hebben over hun ziekte/verslaving zal het risico op terugval immers eerder vergroten dan verkleinen;
- Het twaalfstappenprogramma veronderstelt dat verslaving primair een sociaalpsychologisch probleem is dat opgelost kan worden door deelnemers steun te bieden. Verslaving kan echter ook worden gezien als een medisch probleem dan wel ziekte, bijvoorbeeld als een neveneffect van ernstige depressie. In het laatste geval is behandeling door middel van medicatie vermoedelijk effectiever dan het volgen van een twaalfstappenprogramma;
- Bijeenkomsten in het kader van een twaalfstappenprogramma staan open voor iedereen. Dat betekent enerzijds dat er een risico bestaat dat potentiële daders (bijvoorbeeld dealers) dergelijke bijeenkomsten misbruiken om kwetsbare slachtoffers te identificeren. Anderzijds kunnen deelnemers - met name als hun verslaving relatief "lichte" middelen als alcohol of marihuana betreft - tijdens de meetings bevriend raken met anderen die hen kunnen verleiden om zwaardere middelen te proberen.